# Jeschurun (Ehrentitel)
Jeschurun (hebräisch יְשֻׁרוּן) ist ein poetisch gebrauchter Ehrenname des Volkes Israel (5 Mos 32,15 ; 33,5.26 ). In Jes 44,2  ist der Name für den erwählten Knecht Gottes gebraucht. Seine Bedeutung ist unsicher, vielleicht abzuleiten von „Jaschar“, was sich mit „der Redliche“ oder „gerade, aufrichtig“ übersetzen lässt.